# AC Cars
AC Cars Ltd., inicialmente conocida como Auto Carriers Ltd., ha sido una de las más antiguas empresas fabricantes de automóviles independientes establecidas en el Reino Unido. Fundada en Londres en 1901, comenzó fabricando automóviles de tres ruedas, para involucrarse en la producción de modelos deportivos a partir de 1920. Su época más brillante se desarrolló entre 1950 y 1970, con la creación de modelos tan codiciados entre los coleccionistas como el AC Ace y el Shelby Cobra.
Gravemente afectada por la crisis económica de los años 1970, desde entonces la empresa ha cambiado de manos en numerosas ocasiones, convirtiéndose en una marca muy minoritaria con sucesivas reapariciones en el mercado, que han intentado preservar con distinta fortuna el espíritu deportivo de la compañía.

## Historia

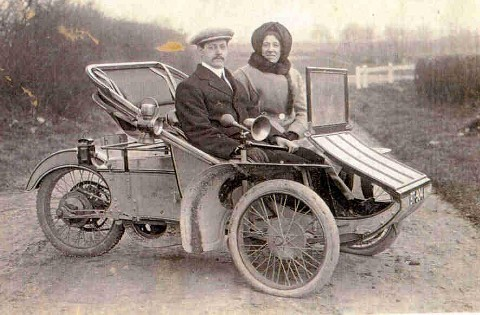
AC Sociable. Triciclo fabricado por AC en 1908.

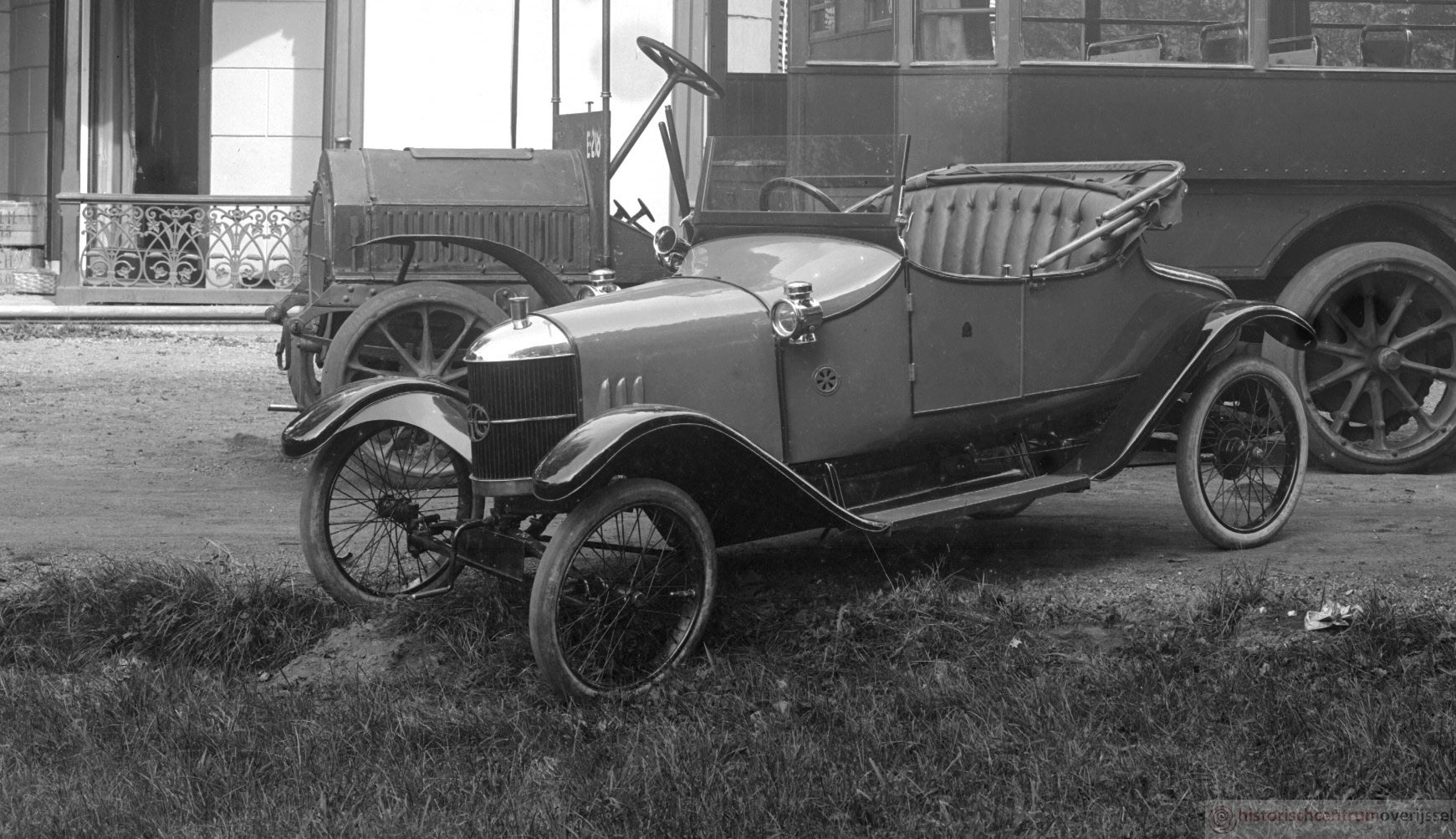
AC 10 abierto 2-asientos. Primer coche de 4 ruedas fabricado por AC.

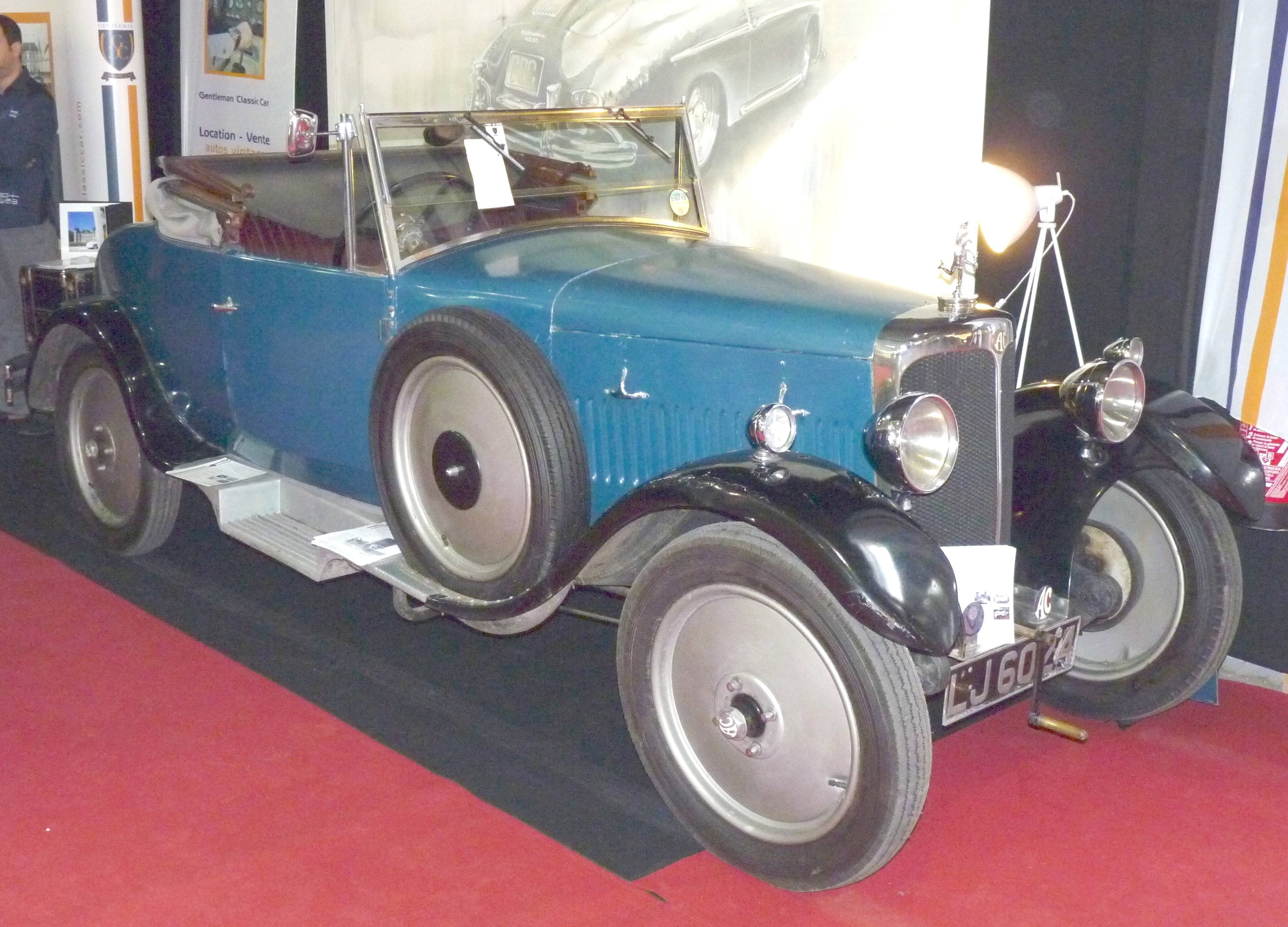
AC 12 Royal, cupé "drophead" de 1926

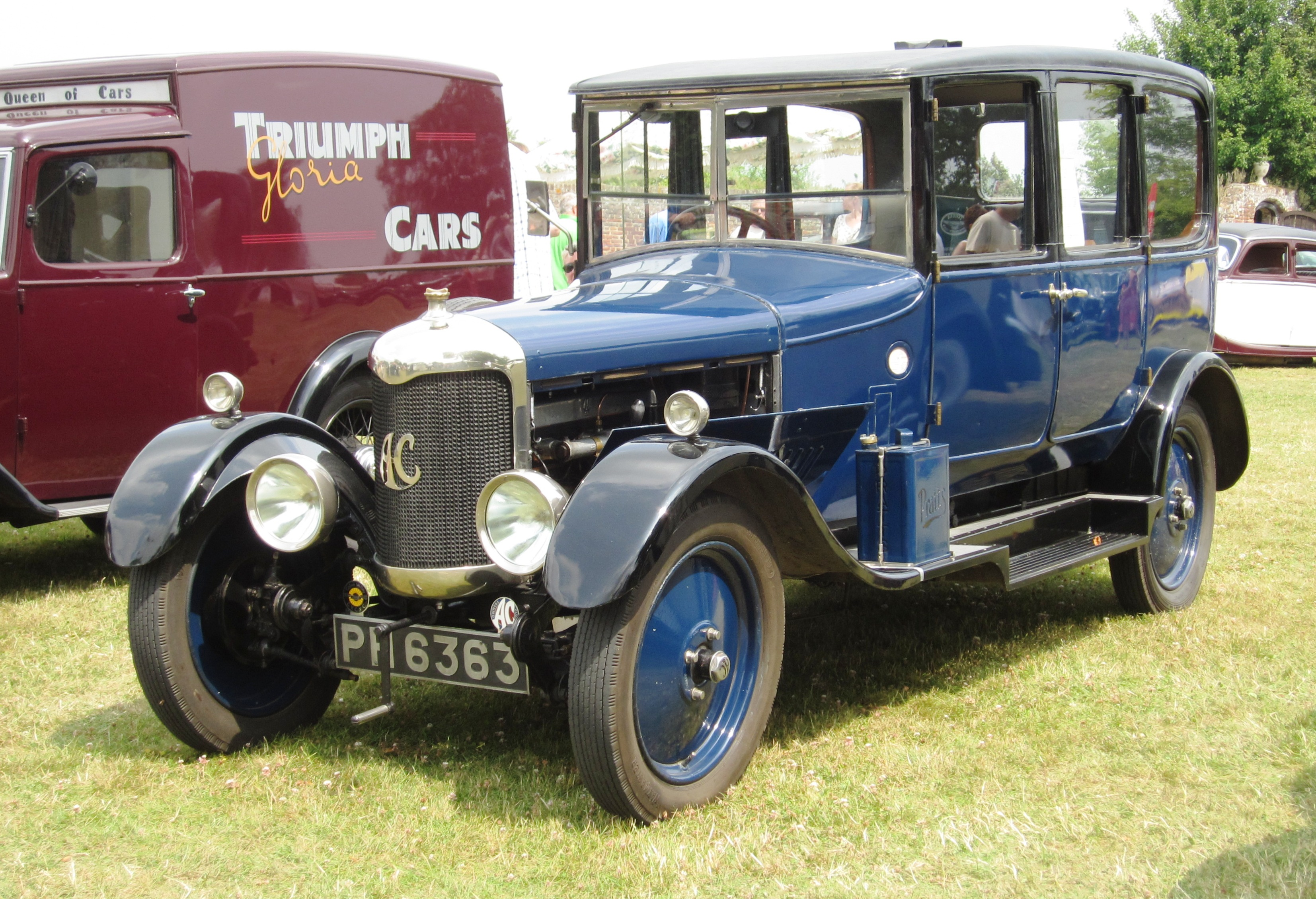
AC 16 Royal sedán de 1927

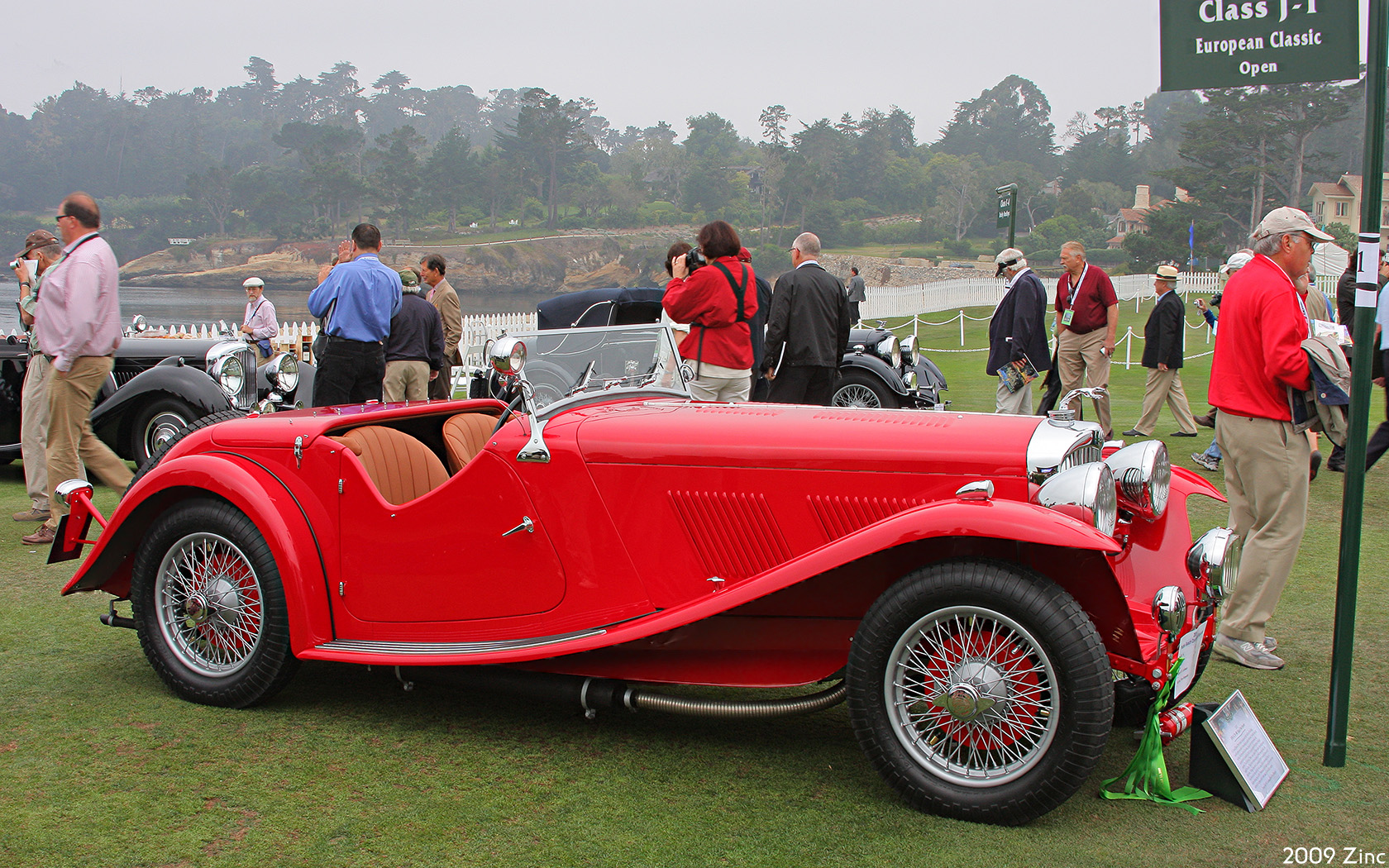
AC 16/80 abierto de 2 asientos March de 1939

El primer coche de la empresa que finalmente se convertiría en AC, fue presentado en la Expoxición del Motor celebrada en el Palacio de Cristal de Londres en 1903. Era un turismo de 20 Hp, exhibido bajo la marca "Weller". La Weller Brothers de West Norwood (Londres), había planeado fabricar un avanzado coche de 20 caballos de potencia, aunque su director financiero y empresarial, John Portwine, un carnicero convertido en negociante, pensó que el coche sería demasiado caro de producir, e instó a los Weller para que diseñasen y produjeran una corta serie de triciclos. Los Weller así lo hicieron, llamando al vehículo Auto-Carrier y fundando una nueva compañía denominada Autocars and Accesories.
La producción se inició en 1904 y el pequeño vehículo se convirtió en un éxito comercial y financiero. En 1907, apareció una versión de pasajeros con la denominación A.C. Sociable, con un asiento en lugar de la caja de carga. El A.C. Sociable fue descrito en un artículo sobre la Exposición de Motocicletas y Triciclos de 1912, como "uno de los ciclocoches más populares en las carreteras, tanto para el placer como para los negocios". A.C. presentó ocho vehículos a la exposición, seis para viajeros y dos empresariales. La rueda trasera alojaba un cambio de dos velocidades, con el motor monocilíndrico montado en la parte delantera, y utilizando transmisión por cadena.
La compañía pasó a llamarse Auto Carriers Ltd. en 1911 y se trasladó a Ferry Works, Thames Ditton, Surrey, ya que en esta época también empezaron a utilizar el famoso logotipo con las letras "AC" enmarcadas en un círculo. Su primer vehículo de cuatro ruedas empezó a producirse en 1913; era un pequeño deportivo de dos plazas con la caja de cambios en el eje trasero. Solamente pudieron construirse unas pocas unidades antes de que la producción fuera interrumpida por el inicio de la Primera Guerra Mundial.
Durante la Gran Guerra, la fábrica de Ferry Works produjo obuses y espoletas para el esfuerzo bélico, a pesar de que al menos se diseñó y se construyó en este período un vehículo para la Oficina de Guerra. Al final de la Primera Guerra Mundial, AC Cars volvió a fabricar automóviles de nuevo, diseñando y construyendo muchos coches de éxito en Ferry Works, expandiendo las instalaciones a una antigua fábrica de globos aerostáticos situada en Thames Ditton.
Después de la guerra, John Weller inició el diseño de un nuevo motor de 6 cilindros con árbol de levas en cabeza. Las primeras versiones de este diseño aparecieron en 1919. Este motor diseñado por Weller sería producido hasta 1963. En 1921, Selwyn Edge, quien había trabajado con Napier & Son compró participaciones en la compañía y fue nombrado director ejecutivo. No se llevó bien ni con Weller ni con Portwine, quien dimitió menos de un año después. En 1922, el nombre se cambió otra vez a AC Cars Ltd.
De acuerdo con lo habitual en la época, Edge decidió publicitar la compañía a través de la competición automovilística. En 1921 Sammy Davis se incrporó a A.C. como piloto, compitiendo en las "200 millas del Junior Car Club" para coches de hasta 1500 cc, disputadas en Brooklands. En 1923 y 1924, J.A. Joyce ganó las Pruebas de Velocidad de Brighton al volante de un AC. En mayo de 1924, en Montlhéry, cerca de París, T. G. Gillett rompió el récord de distancia en 24 horas en un AC de 2 litros carenado con una carrocería aerodinámica especial, cubriendo una distancia de 1949,3 millas. En 1926, el Honorable Victor Bruce, un piloto probador de A.C., ganó el Rally de Montecarlo en su AC de 2 litros. En 1927, Victor Bruce, con su mujer Mildred (también conocida como Mary Victor Bruce), asistidos por J.A. Joyce, batieron un récord de resistencia de 10 días en Montlhéry, conduciendo un A.C. Six.
Selwyn Edge compró toda la compañía por 135 000 libras en 1927 y la registró como AC (Acedes) Ltd., pero las ventas, que habían comenzado a caer, siguieron descendiendo. La compañía fue afectada por la crisis de 1929, siendo sometida a un proceso voluntario de liquidación. La producción cesó durante un tiempo, y la compañía se vendió a la familia Hurlock, propietaria de un exitoso negocio logístico. Compraron la factoría de Thames Ditton para utilizarla solo como almacén (los talleres de Ferry Works no fueron adquiridos), permitiendo que continuase el negocio de servicios de AC.
Un único coche fue fabricado para William Hurlock en 1930. Le gustó y estuvo de acuerdo en retomar una producción muy limitada, principalmente utilizando los componentes almacenados de modelos anteriores. Se llegó a un acuerdo con Standard para el suministro de chasis nuevos, el antiguo transeje de tres velocidades fue reemplazado por una moderna caja de cuatro velocidades (acoplada con el motor), y finalmente se lanzó en 1932 una nueva gama de coches. La producción continuó a pequeña escala, promediando menos de 100 vehículos por año, hasta el estallido de la Segunda Guerra Mundial en 1939. El último coche anterior a la guerra fue entregado en junio de 1940, poco después de que la fábrica quedara plenamente implicada en la producción bélica.

### Después de la Segunda Guerra Mundial

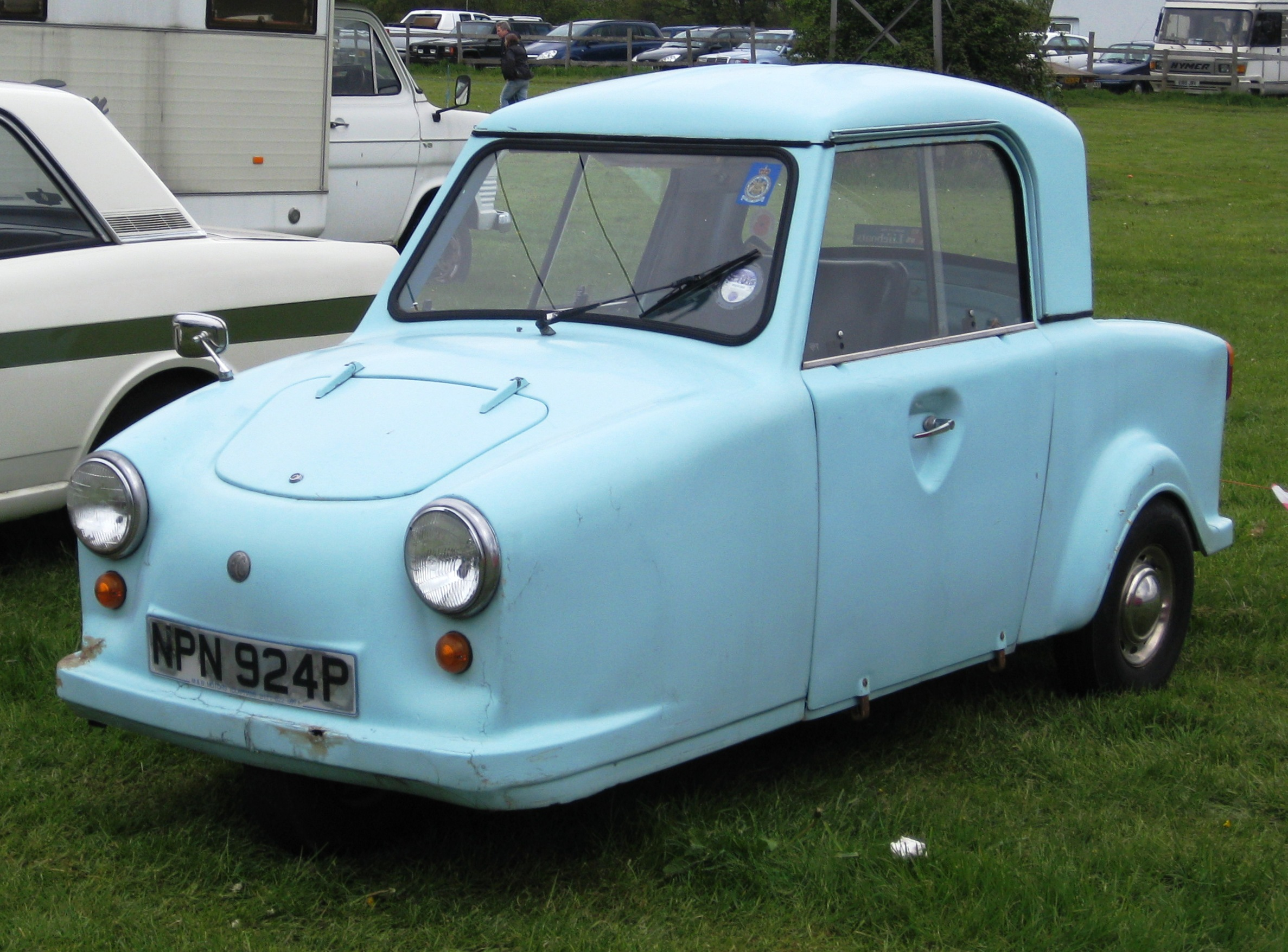
AC Invalid Carriage de 1976

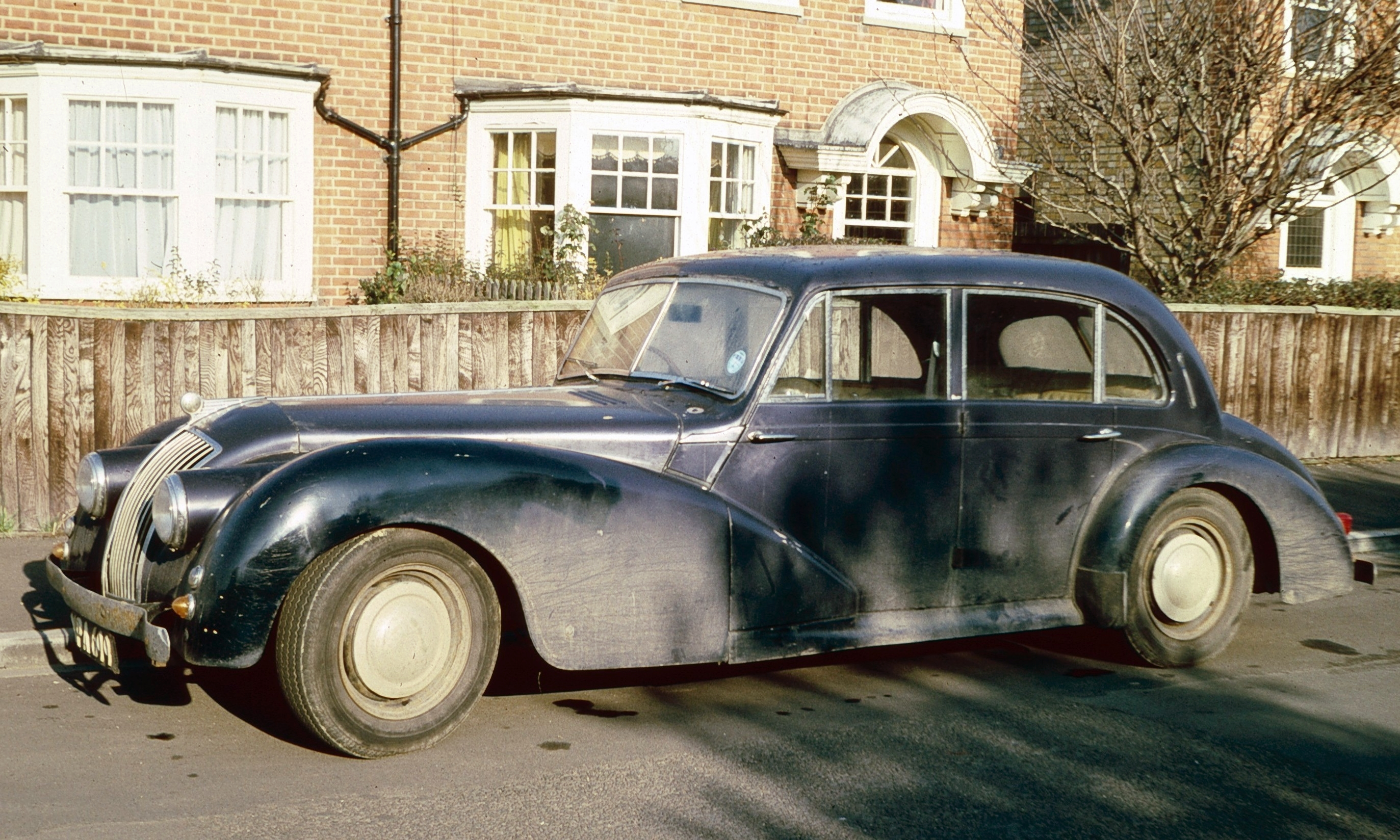
A.C. 2-Litros de 1947-1956

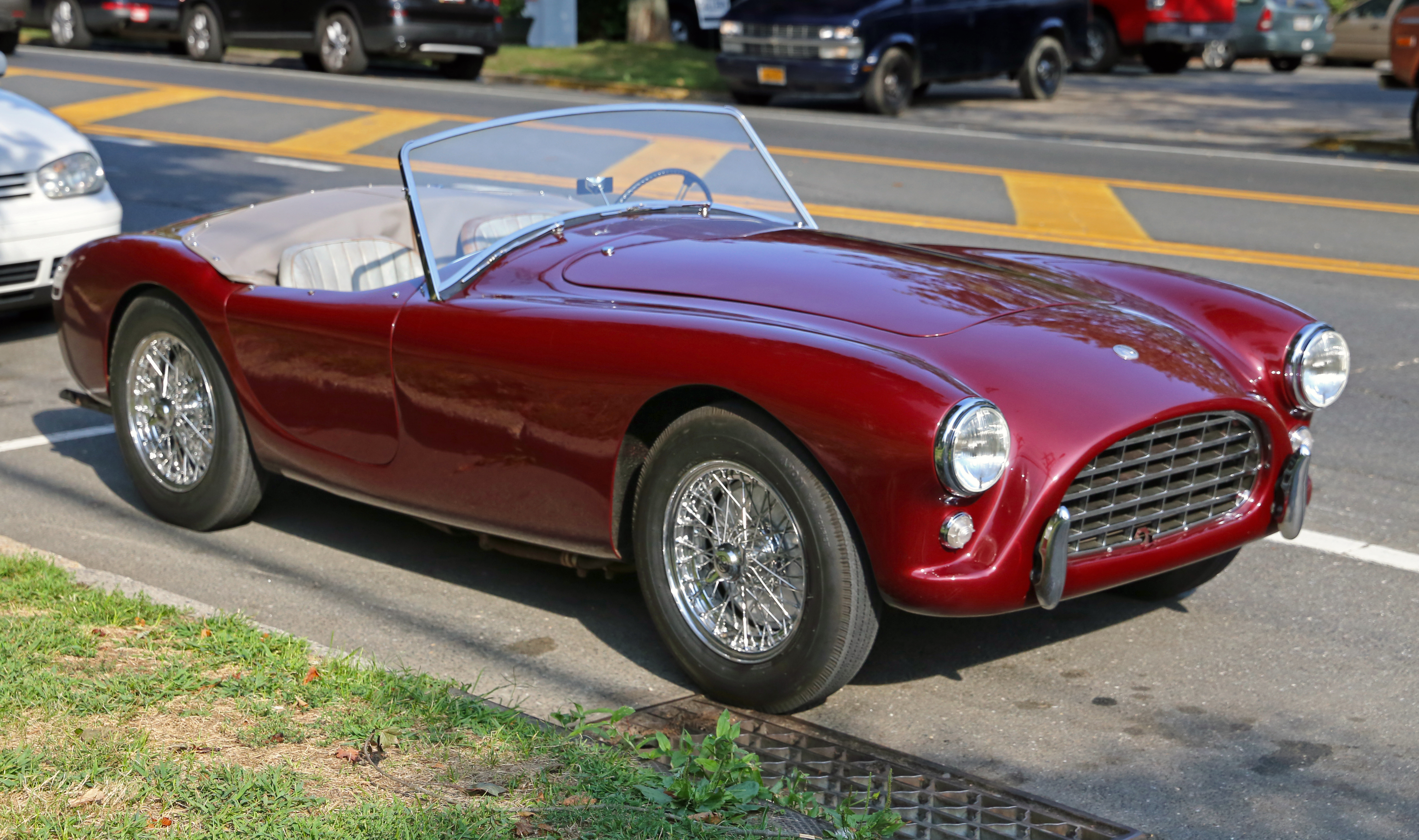
1958 AC Ace, con motor AC

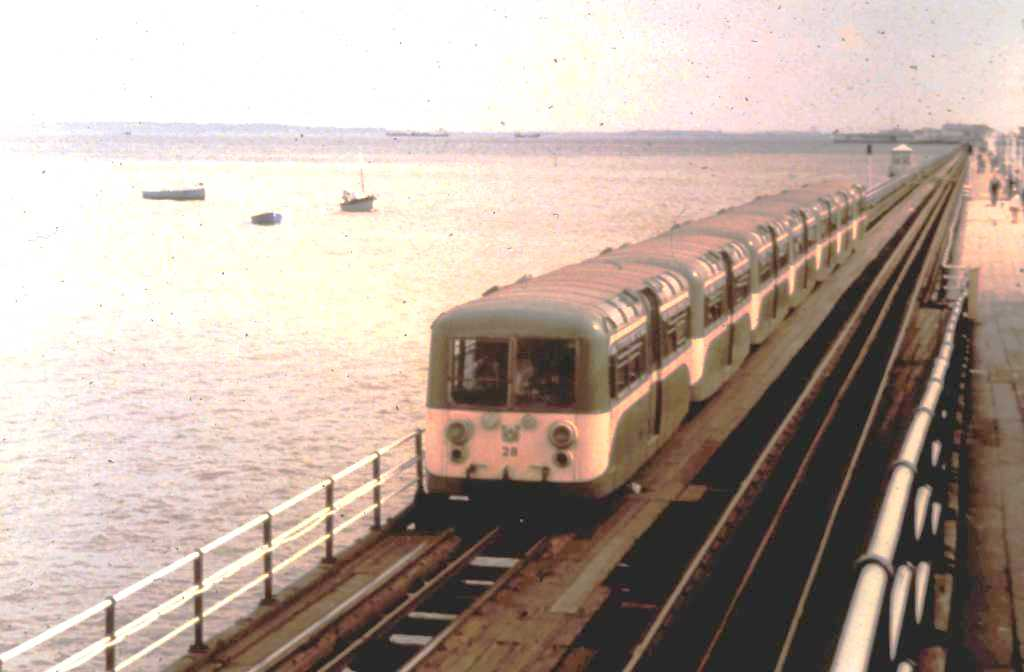
Siete de los 28 coches del Ferrocarril Southend Pier, construidos por AC-Cars en 1949

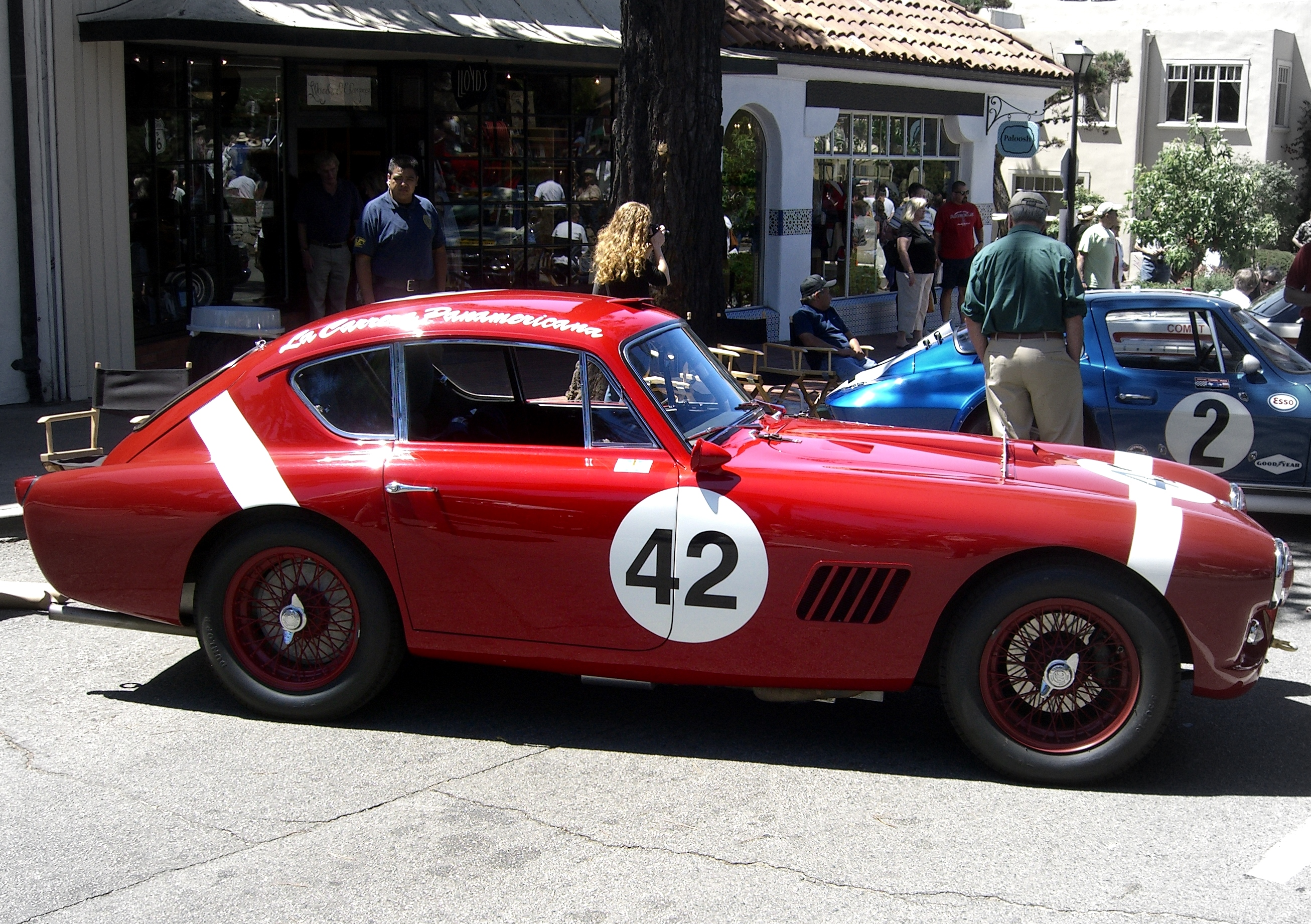
AC Aceca Bristol de 1957 preparado para la "Carrera Panamericana", carrera de carretera mexicana.

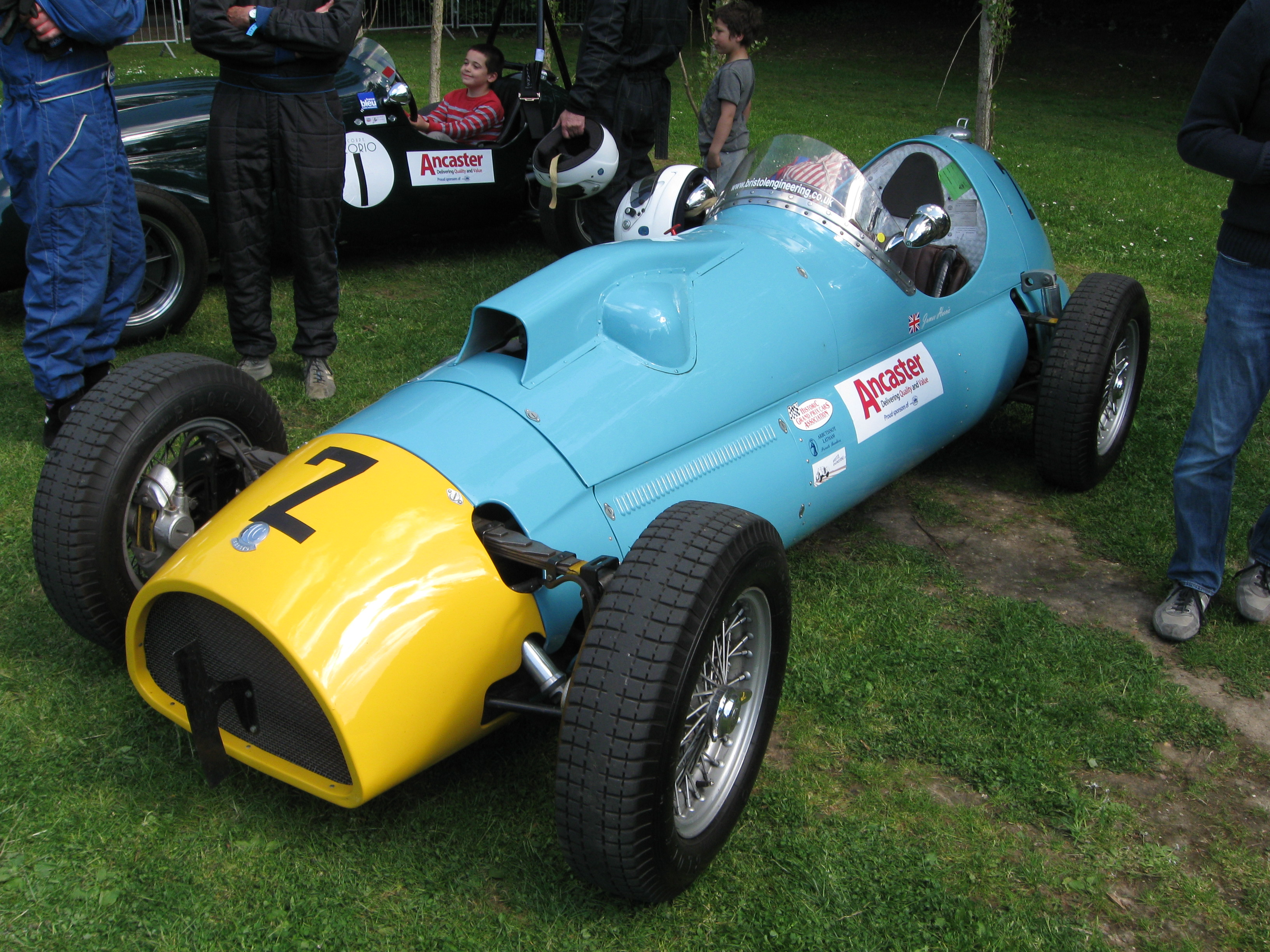
AC monoplaza de 1959 en el Motor Sport, Palacio de Cristal, el 27 de mayo de 2013

Mientras los coches deportivos de la compañía se ganaron la complacencia de muchos entusiastas, fue el contrato a largo plazo con el gobierno del Reino Unido para la producción de vehículos de tres ruedas para minusválidos, el que más pudo impresionar a aquellos preocupados por la estabilidad financiera de la compañía.
La configuración de cuatro puertas y las ruedas más anchas de 6.75 × 16 pulgadas identifican al A.C. 2-litros como perteneciente a las últimas series producidas. Los intermitentes han sido readaptados.
La producción de coches se retomó en 1947 con el 2-Litros que utilizaba el motor de 1991 del 16, y también con un gran contrato con el gobierno para producir el Thundersley Invacar Tipo 57 (un triciclo con carrocería de fibra de vidrio de un solo asiento, con motor BSA), para ser usado por personas con movilidad reducida. El 2-Litros utilizaba una versión actualizada del chasis suspendido empleado antes de la guerra en el AC de seis cilindros en línea, con el tradicional panelado en aluminio enmarcado en madera de fresno y con carrocería sedán o descapotable.
Los transportes para inválidos se continuaron construyendo hasta 1976, constituyendo una fuente importante de ingresos para la compañía. También construyeron un coche con carrocería de aluminio de tres ruedas, el microcoche denominado "Petite". Así mismo, se fabricaron carritos "Bag Boy" para los campos de golf (¡con suspensión independiente a las dos ruedas!).
En 1949, AC Cars produjo cuatro trenes formados por tres coches motorizados y cuatro vagones cada uno, encargados por el Ferrocarril Southend Pier de Essex, que se mantuvieron en servicio hasta 1976.
En 1953, la empresa inició la producción del AC Ace, basado en un chasis ligero diseñado por John Tojeiro y una carrocería de aluminio ensamblada a mano, construida y diseñada por Eric George Gray, con el venerable motor de 2 Litros diseñado por Weller. Poco después, Ken Rudd, un concesionario de coches y piloto, preparó su propio Ace de competición incorpoŕandole un motor Bristol de 6 cilindros y 135 HP (137 CV; 101 kW), diseñado por BMW antes de la guerra. Esta combinación pasó a ser producida como AC Ace-Bristol en 1957, disputando las 24 Horas de Le Mans en 1957 y 1958.
En 1954, un nuevo cupé cerrado con carrocería de aluminio fue presentado en Earls Court, el AC Aceca. Solamente algo más pesado que el Ace descapotable y debido a su mejor aerodinámica, era de hecho ligeramente más rápido, alcanzando los 206 km/h (128 mph). Únicamente se produjeron 328 Aceca, equipados con los distintos motores del Ace. Algunos clientes demandaban una versión más grande de cuatro asientos, para los que AC produjo el Greyhound. Para este modelo, se utilizó el chasis del Ace alargado, suspensión con muelles helicoidales en las cuatro ruedas y un motor Bristol de 2.2 litros.
En 1961, Bristol dejó de producir sus propios motores, y una vez más Ken Rudd vino al rescate, sugiriendo que AC utilizase el motor de 6 cilindros del Ford Zephyr. Estos motores, modificados con carburadores Weber y con los cabezales de aleación y doce orificios diseñados por Raymond May, rendían 170 HP (172 CV; 127 kW), suficientes para alcanzar los 201 km/h (125 mph) de velocidad máxima. El AC Ace 2.6, como se ha designado después, es para muchos el Ace estéticamente más logrado de todos e indudablemente el más raro, con solamente 37 unidades producidas. Para alojar el motor del Zephyr, AC tuvo que modificar el marco, reubicar el sistema de dirección y cambiar por completo el morro del coche. Estos cambios son a menudo erróneamente atribuidos a Carroll Shelby.
Con posterioridad, los Aceca se han convertido en una presencia habitual en muestras automotrices históricas. 
La compañía también volvió brevemente al negocio ferroviario, construyendo cinco ferrobuses de cuatro ruedas para British Rail en 1958.

### Carroll Shelby y el Cobra

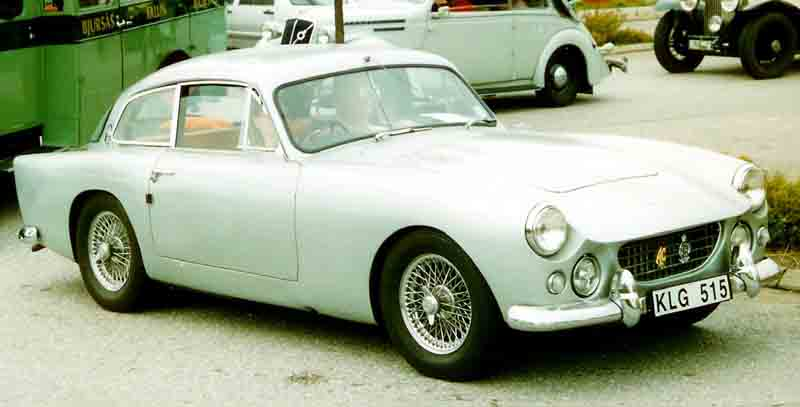
A.C. Greyhound Sedán de 1962

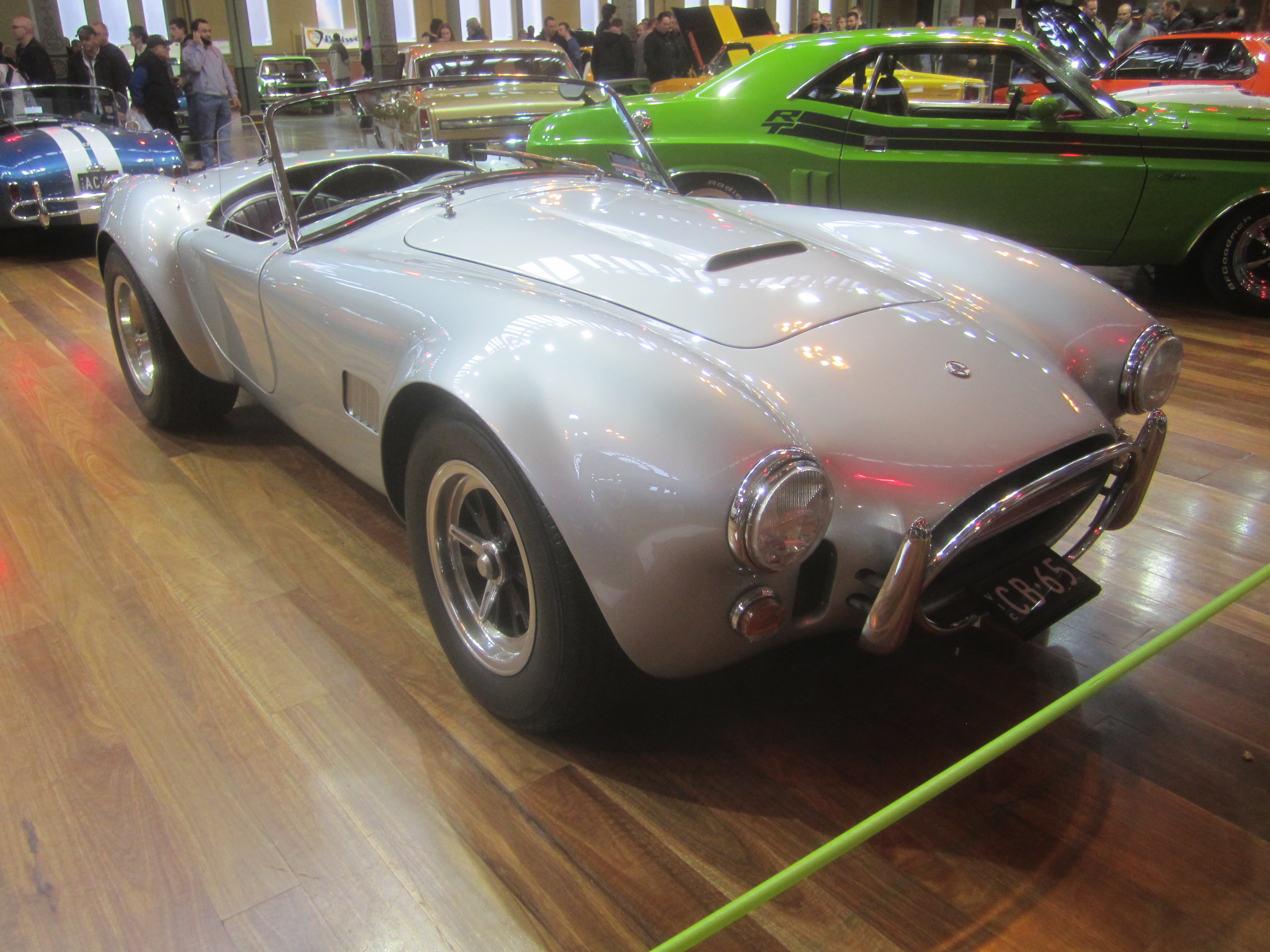
Cobra Mark II 427 de 1965

En 1962, Carroll Shelby sugirió a AC utilizar el compacto bloque motor Ford V8 en el chasis del Ace, para producir el AC Cobra. Shelby necesitaba un automóvil que pudiera competir con el Chevrolet Corvette en las carreras disputadas en Estados Unidos. El resultado fue un descapotable biplaza muy potente, generalmente señalado como el responsable de la introducción del límite de 70 mph (113 km/h) en las autopistas británicas. Siendo un factor importante en la decisión —sobre todo, después de que un Cobra cupé fuera detectado a 196 mph (315 km/h) durante una carrera de prueba—, una —entonces reciente— avalancha de accidentes bajo condiciones de niebla fue el principal factor que contribuyó decisivamente a la introducción del límite de velocidad en las autopistas.
Al final de la temporada de carreras de 1964, el Cobra quedó obsoleto ante el empuje de los Ferrari, por lo que Carroll Shelby decidió que necesitaba un motor más potente. Un enorme motor Ford serie FE 390 V8 se instaló en un Cobra, con un terrible resultado: el coche era virtualmente inmanejable. Era necesario diseñar un chasis completamente nuevo. Con la ayuda combinada de los ordenadores de Ford y la experiencia de los ingenieros de AC, el nuevo MKIII se concibió con una estructura de tubos de 100 mm (3,9 pulgadas), en vez de 76 mm (3 pulgadas) para el chasis, unas enormes mesetas para la suspensión y muelles helicoidales en las cuatro ruedas. Esto, junto con una versión del motor FE ampliado a 427 pulgadas cúbicas (7 litros), hizo del nuevo AC Cobra MKIII un coche de carreras absolutamente imbatible en la categoría de los 1000 kg (2205 libras). Específicamente, el motor utilizado en el coche era el famoso Ford 427 FE NASCAR "Side-Oiler" V8, un potente motor de serie que desarrollaba 425 HP (431 CV; 317 kW) o 317 HP (321 CV; 236 kW) en su versión de calle más suave. Desafortunadamente, el coche no obtuvo su homologación para la temporada 1965, en la que no pudo correr con el equipo Shelby. Incluso así, fue utilizado con éxito por muchos pilotos privados, obteniendo victorias en las carreras hasta en los años 1970. El AC 427 Cobra, a pesar de que fue un fracaso comercial cuando se puso en producción, posteriormente se convirtió en uno de los más cotizados y replicados automóviles de todas las épocas.
Se produjeron dos versiones: un modelo de calle con un motor "suavizado", con doble carburador opcional, guantera y escapes bajo la carrocería; y una versión de competición con un interior desnudo, sin guantera, diseño de instrumentos diferente y suspensión revisada. La versión de competición también tuvo un motor más potente con un único carburador, escapes laterales, una barra antivuelco y salpicaderas más anchas para acomodar los neumáticos de competición. Al final en 1966, Shelby tenía 31 coches de competición sin vender; que decidió ofrecer al público en general con el nombre de Cobra 427 S/C (Semi-Competición). Estos coches S/C se han convertido en uno de los modelos más buscados, pagándose precios elevadísimos por ellos.
Carroll Shelby vendió la marca Cobra a Ford en 1965, sirviendo de base para el desarrollo del Ford GT40, un famoso coche de competición.
Entretanto, AC produjo una versión menos radical del 427 MK III Cobra para el mercado europeo, equipado con el motor Ford de bloque pequeño. El coche se denominó AC 289, produciéndose solamente 27 unidades.

### AC 428 o Frua y AC 429

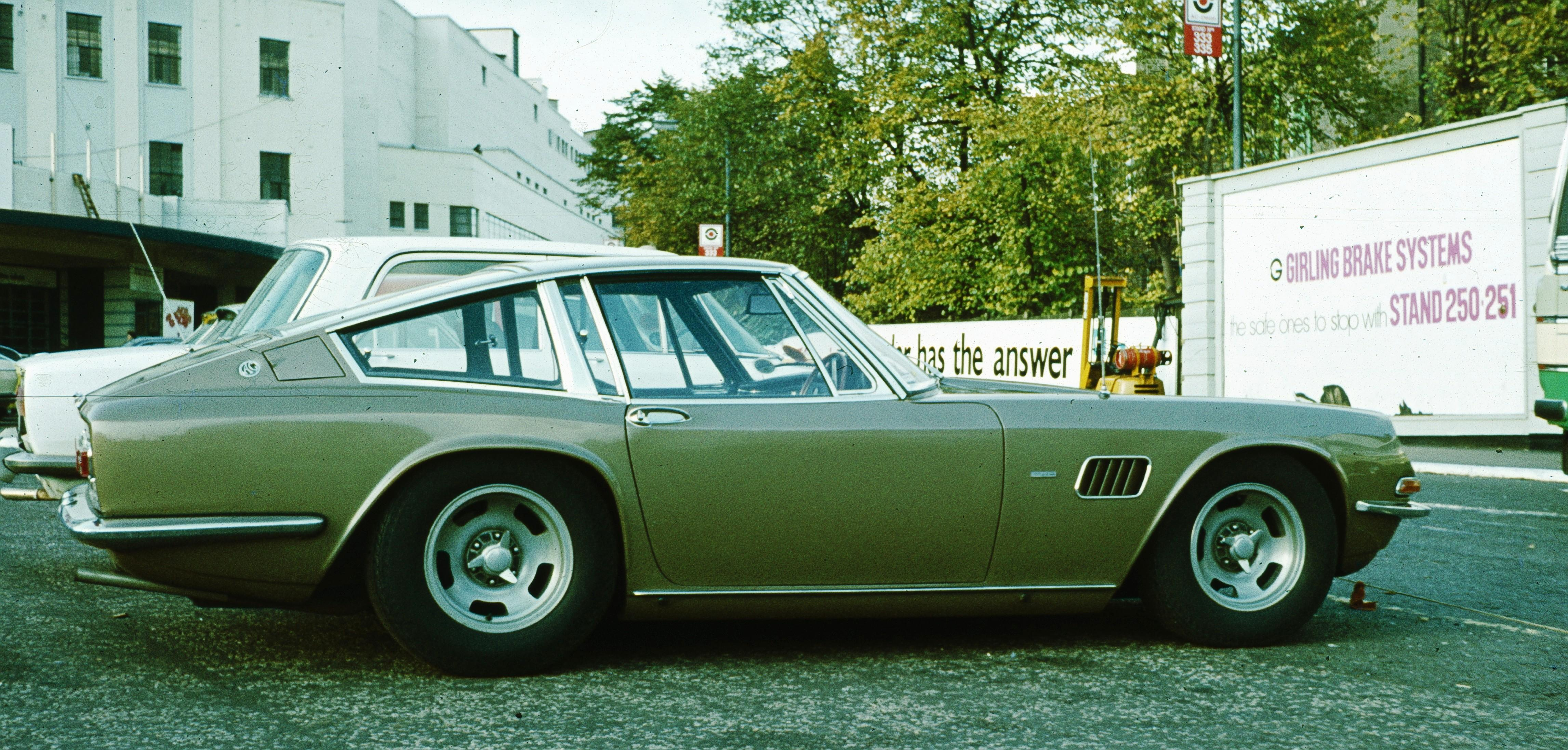
AC 428 Frua

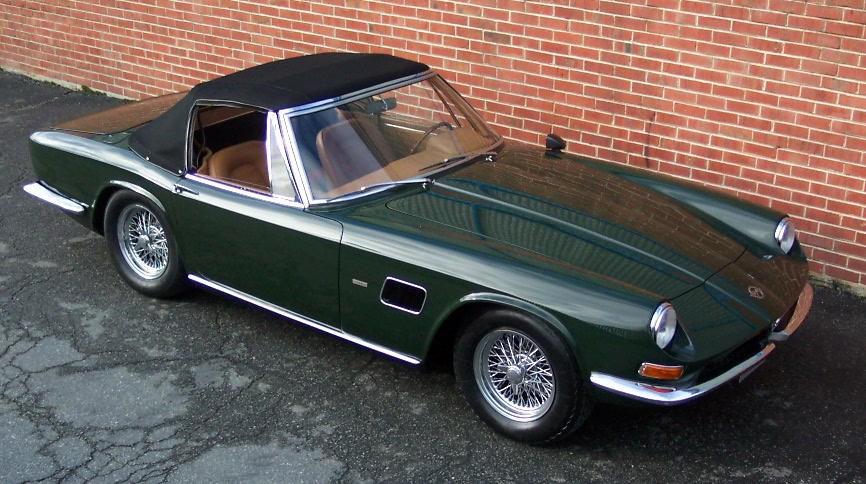
AC Frua (1971)

Al mismo tiempo, la compañía se dio cuenta de que necesitaba un modelo de gran turismo para clientes de alto poder adquisitivo. AC se puso en contacto con el carrocero italiano Pietro Frua para diseñar una carrocería denominada GT, que podría ser montada sobre el chasis de un Cobra MKIII alargado en 150 mm (5,9 pulgadas). El nuevo coche se presentó en el Salón de Turín de 1965. Algunas de las primeras unidades fueron equipadas con el acreditado motor Ford FE 427. En 1967 ya estaba disponible el motor 428 con la carrera aumentada, utilizándose en el modelo denominado AC Frua. Construido en acero en vez de en aluminio como era habitual en AC, el Frua era más pesado que un Cobra, quedando ligeramente por debajo de los 1400 kg (3086 libras). En cualquier caso, todavía era un automóvil ligero y muy rápido, construido sobre un chasis de competición. El coche nunca fue plenamente desarrollado y el coste de enviar el chasis ida y vuelta de Inglaterra a Italia para el ensamblaje final lo hizo tan caro, que solo se fabricaron 80 unidades, de las cuales 29 fueron descapotables y 51 cupés, cuya producción cesó en 1973.
En 1970 se construyó una versión especial del cupé, basado en una carrocería alargada que Frua diseñó para Monteverdi, previsto para convertirse en la segunda serie del Monteverdi 375/L. Después de la ruptura en verano de 1969 de la alianza entre Monteverdi y Frua, las carrocerías se quedaron en los talleres de Frua en Turín. Un año después Frua cambió algunos detalles en el frontal y la parte trasera, incluyendo unos faros semi-escondidos similares a los de las últimas series del "Iso Lele" y del Iso Grifo. El automóvil se denominó AC 429, del que se produjo un único ejemplar.

### 3000ME

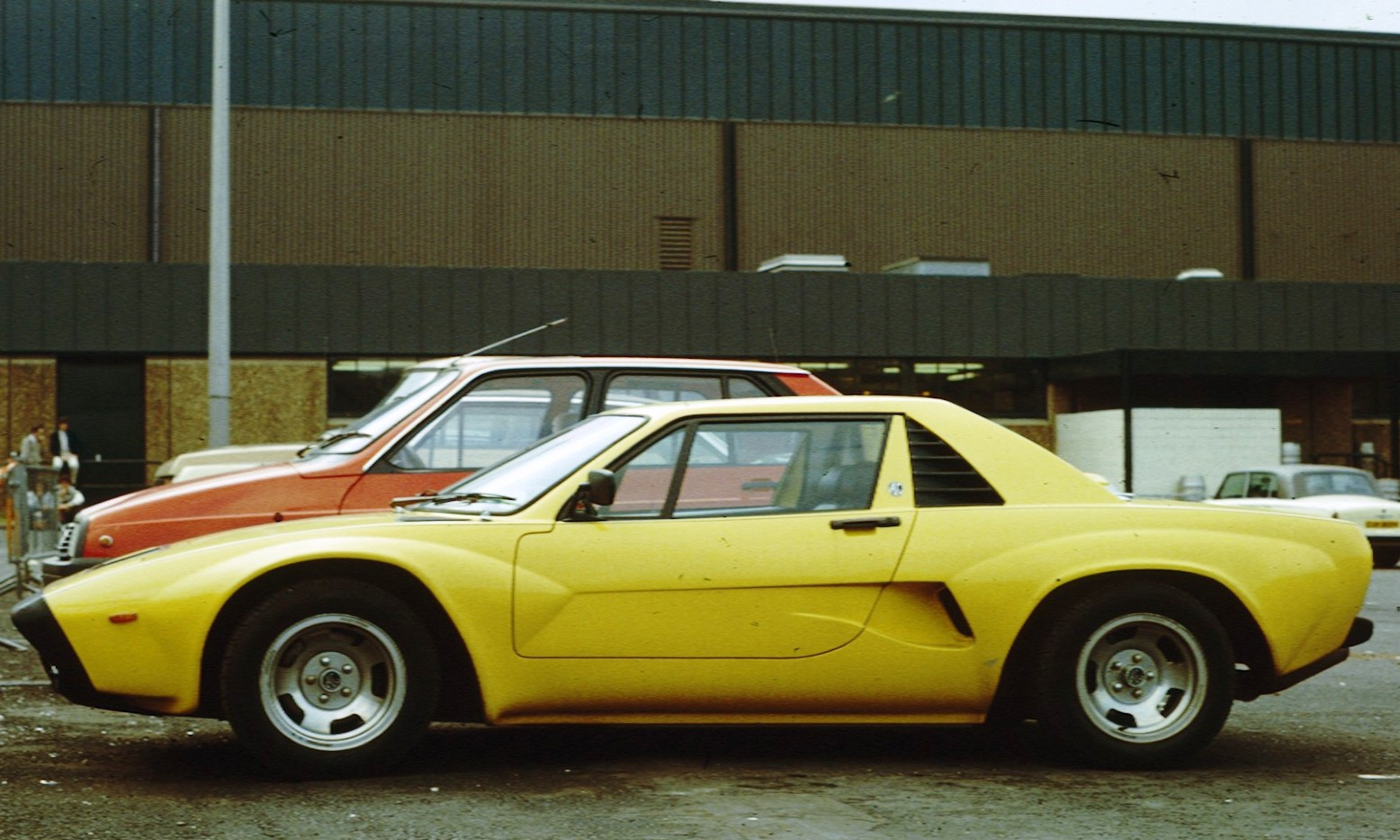
AC 3000ME de 1979

Los años 1970 no fueron un buen periodo para los fabricantes automovilísticos de lujo, y Derek Hurlock decidió desarrollar un coche más pequeño totalmente nuevo. Los diseños de motor central estaban de moda en aquella época, y en 1972 el "Diablo", un prototipo con el motor del Austin Maxi y transeje fue construido por los privados Peter Bohanna y Robin Stables. De la misma manera en que se había asimilado la propuesta del prototipo de Tojeiro, que se convertiría en el Ace, AC adquirió los derechos y en 1973 presentó en el Salón del Motor de Londres su propia versión, el ME3000 impulsado por un motor Ford Essex V6 de 3.0 litros, instalado transversalmente sobre una caja de cambios diseñada a medida por AC. El desarrollo estaba virtualmente completo en 1976, cuando se aprobaron nuevas regulaciones de homologación. Un prototipo falló la prueba de choque a 30 mph (48 km/h) y el chasis tuvo que ser rediseñado. En el segundo intento, el coche pasó la prueba airosamente. Esto era un logro enorme para una firma pequeña, ya que Vauxhall tuvo por entonces que hacer varios intentos antes de que el Chevette pasara el test. Para AC, tales retrasos significaron que los primeros coches de producción, ahora rebautizados como 3000ME, no fueran entregados hasta 1979, entrando en competición directa con el Lotus Esprit. A pesar de ser un coche cómodo, brioso, "amablemente" construido y práctico, la meta ambicionada por AC de vender 250 unidades por año se convirtió en un objetivo inalcanzable. Después de vender solamente 71 coches, Hurlock hizo parar la producción mientras su salud se resentía y la compañía luchaba contra los efectos de la recesión económica. En 1984, la producción se suspendió en Thames Ditton y la marca AC se vendió a una nueva compañía registrada como AC (Scotland) plc, dirigida por David McDonald en una nueva fábrica situada en Hillington, Glasgow, donde se construyeron otros 30 coches, incluyendo un vehículo de desarrollo probado con un Alfa Romeo V6 de 2.5 litros y una segunda versión casi completa del mismo prototipo. Independientemente, o posiblemente debido a estos desarrollos, AC Scotland pasó a ser liquidada en 1985. 
Tras vender los históricos talleres de Thames Ditton, el grupo de empresas de la familia Hurlock finalmente fue adquirido en 1986 por William West. Después de algunas maquinaciones complejas, la compañía fue dividida, separando sus propiedades inmobiliarias por un lado y la marca automotriz por otro, siendo adquirida por Brian Angliss.

### Etapa con Brian Angliss
En 1982 Brian Angliss era el propietario de Autokraft, un negocio dedicado a la restauración de coches Cobra, al suministro de repuestos y a la fabricación de réplicas. Con propósitos más ambiciosos, adquirió parte del utillaje de Thames Ditton y creó el MKIV; un coche adaptado a las especificaciones técnicas de Estados Unidos, como defensas indemnes a 8 km/h (5 mph) o un motor más "suave" y un interior más grande con un moderno mecanismo de cambio. Produjo aproximadamente 480 unidades en su fábrica de Brooklands. También fabricó un modelo ligero más acorde con el espíritu original del Cobra, aunque no pudo ser exportado a los Estados Unidos debido a las regulaciones federales.
Las primeras unidades fueron vendidas como Autokraft MKIV, pero finalmente Angliss adquirió los derechos para utilizar la marca AC. Derek Hurlock había protegido tenazmente el nombre, pero los altos estándares artesanales de Angliss le convencieron. Cuando la familia Hurlock finalmente vendió en 1986 sus empresas, Angliss adquirió el pleno dominio de los derechos de la marca AC, refundando la compañía asociándose con Ford, que también había comprado recientemente Aston Martin. Surgió un tenso conflicto sobre el futuro empresarial de AC, pero Angliss finalmente pudo consolidar su independencia, consiguiendo que Ford continuase cooperando como proveedor esencial del motor y de otras partes de los vehículos.
Angliss buscó un nuevo coche para complementar y quizás reemplazar al MKIV. En el Salón del Motor de Londres de 1993, presentó un nuevo vehículo denominado AC Ace. Era un moderno automóvil con un chasis de acero inoxidable y una carrocería de aluminio, pero era caro de desarrollar y construir. Los grandes costes casi acabaron con la fortuna personal de Angliss, que tuvo que vender su gran colección de motocicletas, sus Bentley antiguos y otras posesiones para intentar salvar la empresa. Los administradores judiciales hicieron acto de presencia en 1996, después de que aproximadamente 50 nuevos "Ace" habían sido construidos.

### AC (1996-presente)
En marzo de 1996, en gran parte debido al coste de desarrollo del nuevo Ace, la compañía de Angliss entró en suspensión de pagos y fue finalmente vendida a Pride Automotive en diciembre de 1996, que continuó la producción automovilística en Weybridge, Surrey, bajo el nombre de AC Car Group Ltd. La marca AC y la propiedad intelectual se transfirieron a Acedes Holdings, LLC. Se fabricaron tanto el Cobra Mk IV como el Ace, y a continuación se anunció una versión 'CRS' del Mk IV con carrocería de fibra de carbono; una versión del 212 S/C con un motor Lotus V8 con doble turbo; así como el AC Superblower con un compresor volumétrico y motor Ford V8. También se construyeron dos o tres cupés cerrados Aceca, versiones del Ace.
En 2003, Carroll Shelby International y AC Motor Holdings, Ltd. anunciaron la producción de un auténtico Shelby/AC Cobra, que llegó al mercado en julio de 2004. Inicialmente, los modelos disponibles de Shelby incluían el AC 427 S/C Cobra y el Shelby AC 289 FIA Cobra, comercializados como CSX 1000 y CSX 7500 Series respectivamente.
Debido al aumento de los costes en el Reino Unido, AC se reubicó en Malta en 2005, comenzando la producción de la carrocería de fibra de carbono del AC MkV. Problemas con el edificio de la factoría, obligaron a cesar la producción en 2007.
En 2007, AC anunció su asociación con Brooklands Motor Company, sucesor espiritual de Autokraft, en Weybridge, Surrey y confirmó sus planes para la continuación del tradicional diseño de los modelos de AC con carrocería de aluminio y chasis tubular.
En abril de 2009, un grupo de empresas anunció en Alemania la fabricación del nuevo AC MKVI. Partiendo de un contrato de suministros con General Motors, el AC MKVI se presentó con un nuevo chasis tridimensional, V8 de 6.2 litros, caja de cambios manual de seis velocidades y los nuevos frenos del Corvette, reteniendo en materiales compuestos ligeros el diseño de la carrocería a partir de los moldes tomados de un AC MKIII original. El coche empezó su producción en serie en julio de 2012, después de dos años de intensos estudios de desarrollo sobre prototipos.
En 2010, AC anunció una asociación con la compañía basada en Estados Unidos Iconic, con el resultado del diseño del que se anunció como el "Cobra definitivo": el Iconic AC Roadster.
Acedes Holdings, LLC es el dueño actual de AC Cars.
En el Salón del Automóvil de Ginebra de 2012, AC Cars presentó tres modelos diferentes: AC MK VI, AC MK II y AC 378 GT Zagato.

## Modelos de automóviles
| Tipo                                 | Motor                                                    | Producción aproximada                                                                            | Año                 | Notas |
| ------------------------------------ | -------------------------------------------------------- | ------------------------------------------------------------------------------------------------ | ------------------- | --- |
| Autocarrier                          | 648 cc monocilíndrico refrigerado por aire               |                                                                                                  | 1904-1914           | Tres ruedas (eje doble delantero); transporte de mercancías con el conductor detrás de la carga. Cadena de transmisión a la rueda trasera mediante caja de dos-velocidades con engranaje planetario. |
| AC Sociable                          | 648 cc monocilíndrico refrigerado por aire               | Posiblemente 1800                                                                                | 1907-1914           | Versión de pasajero del Autocarrier de 1907 con conductor y pasajero al lado (2 asientos) o conductor detrás (3 asientos). |
| AC Ten                               | 1096 cc de cuatro cilindros refrigerado por agua         | Aproximadamente 100                                                                              | 1913-1916           | Motor Fivet (Francia). Transmisión por Transaxle (eje trasero combinado con caja de cambios). Dos asientos y maletero o deportivo de dos asientos. Opcional motor de 1327 cc (antes de la guerra) y después estándar.                                                                                                  |
| AC 12 Hp                             | 1478/1992 cc de cuatro cilindros refrigerado por agua    | Aproximadamente 850 incluyendo modelos de seis cilindros a partir de 1929                        | 1920-1927           | Motor Anzani o después Cubitt en Aylesbury. Transmisión por transeje de tres velocidades. Dos o cuatro asientos. |
| AC Six (16/40, 16/56 y 16/66)        | 1478/1991 cc de seis cilindros refrigerado por agua      | Aproximadamente 850, incluyendo modelos de 12 hp hasta 1929, más 50 montados por partes 1930-33. | 1920-1929           | Motor A.C. de mayor capacidad en 1922. 16/66 con triple carburador SU. Transmisión por transeje de 3 velocidades. Dos o cuatro asientos. |
| AC Six (16/60, 16/70, 16/80 y 16/90) | 1991 cc de seis cilindros refrigerado por agua           | 618 de 1932 a 1940                                                                               | 1932-1940           | Motor AC; 16/90 con sobrealimentador Arnott. Transmisión por caja de cuatro velocidades ENV, Moss synchromesh o con preselector Wilson. Más largo y más ancho que el anterior Six. Chasis alto 1932-33, suspendido 1933-1939, elevado 1939-1940.                                                                       |
| AC 2-Litros                          | 1991 cc de seis cilindros refrigerado por agua           | 1284                                                                                             | 1947-1958           | Motor A.C. Carrocería de dos y cuatro puertas sedán, cupé y tourer. |
| AC Petite                            | 350 cc monocilíndrico de dos tiempos.                    | Aproximadamente 4000                                                                             | 1952-1958           | Motor Villiers. Cambio de cuatro velocidades. Tres ruedas con eje doble trasero. Dos/tres asientos. |
| AC Ace                               | 1991/1971 cc de seis cilindros refrigerado por agua      | 689                                                                                              | 1953-1963           | Motor AC o Bristol (1971 cc) en 1956 o Ford Zephyr (modelos posteriores). Carrocería de aluminio; deportivo descubierto de dos asientos. |
| AC Aceca                             | 1991/1971/2553 de seis cilindros refrigerado por agua    | 357                                                                                              | 1954-1963           | Motor AC o Bristol (1971 cc) en 1956 o Ford (2553 cc) de 1961. Frenos de disco delanteros desde 1957. Carrocería de aluminio; cupé deportivo de dos asientos y trasera integrada. |
| AC Greyhound                         | 1971/2216/2553 cc de seis cilindros refrigerado por agua | 83                                                                                               | 1959-1963           | Motor Bristol. Suspensión trasera De Dion (algunos con suspensión independiente AC). Cupé 2 + 2. |
| AC Cobra 260/289/AC289               | 4261/4727 cc V8                                          | 75/571/27                                                                                        | 1962-1968           | Legendario biplaza descubierto de aluminio. Bloque Motor Ford V8 pequeño. Frenos de disco a las cuatro ruedas. Los primeros MK1 con dirección directa, MK2 con dirección de cremallera. Los últimos AC 289 tuvieron los muelles helicoidales y la carrocería más ancha del AC 427 MK3.                                 |
| AC Cobra 427/428                     | 6997/7016 cc V8                                          | 306 a 1966                                                                                       | 1964-1966 1983-1990 | MK3 series. AC Cobra rediseñad con suspensión de muelles helicoidales chasis tubular con tubos de 100 mm. Motor Ford FE 427, y después 428 FE. Alrededor de 400 hp o más dependiendo de la versión, frenos de disco a las cuatro ruedas y dirección de cremallera. Carrocería descubierta de aluminio de dos asientos. |
| AC Invacar                           | 147 cc                                                   | ?                                                                                                | 1960-1977           | |
| AC Frua                              | 6997/7016 cc V8                                          | 81                                                                                               | 1965-1973           | Chasis del Cobra 427 alargado 150 mm; motor Ford FE 428 de 400 hp. Frenos de disco a las cuatro ruedas. Transmisión manual o automática. Dos asientos descubierto o cupé, carrocería de acero construida en Italia. |
| AC 3000ME                            | 2994 cc V6 Ford 'Essex'                                  | 101 unidades completas                                                                           | 1979-1985           | Motor central con caja de cinco velocidades AC. Chasis de plataforma con subestructuras frontal y posterior, carrocería GRP. |
| AC Brooklands Ace                    | 4601/4942 cc V8                                          |                                                                                                  | 1993-1996           | Motor Ford 4942 cc sobrealimentado. |
| AC Ace V8                            | 4601/4942 cc V8                                          |                                                                                                  | 1997-2000           | Motor Ford 4942 cc sobrealimentado. Chasis fabricado en Sudáfrica, carrocerías en Coventry. |
| AC Aceca                             | 4601/4942 cc V8                                          |                                                                                                  | 1998-2001           | Motor Ford 4942 cc sobrealimentado. Versión cupé de cuatro asientos versión del Ace. Chasis fabricado en Sudáfrica, carrocería en Coventry. |
| AC 212 S/C                           | Motor Lotus V8 3506 cc Doble Turbo                       | 2 unidades                                                                                       | 2000                | Automóvil construido en Brooklands, Surrey. |
| AC MK VI                             | 6.2 V8                                                   |                                                                                                  | 2009-               | Motor Corvette. Automóvil montado por Gullwing en Alemania (finalmente por Hi-Tech Automotive en Sudáfrica) |
| AC MK II                             | 6.2 V8                                                   |                                                                                                  | 2012-               | Motor Corvette. Automóvil montado por Brooklands Motor Company en el Reino Unido (carrocería de aluminio) o por Hi-Tech Automotive en Sudáfrica (carrocería de materiales compuestos) |
| AC 378 GT Zagato                     | 6.2 V8                                                   |                                                                                                  | 2012-               | Lanzado inicialmente como Perana Z-One en 2009. Automóvil construido en Sudáfrica por Hi-Tech Automotive. |